# 圣维托-阿尔塔利亚门托
圣维托-阿尔塔利亚门托（義大利語：San Vito al Tagliamento），是意大利弗留利-威尼斯朱利亚大区波代诺内省的一个市镇。总面积60平方公里，人口14915人，人口密度248.6人/平方公里（2009年）。ISTAT代码为093041。